# La Chaussée-sur-Marne
La Chaussée-sur-Marne település Franciaországban, Marne megyében. Lakosainak száma 764 fő (2022. január 1.). La Chaussée-sur-Marne Francheville, Ablancourt, Aulnay-l’Aître, Cheppes-la-Prairie, Dampierre-sur-Moivre, Omey, Pogny, Saint-Amand-sur-Fion és Saint-Martin-aux-Champs községekkel határos.

## Népesség
A település népességének változása:
| Lakosok száma | 546  | 569  | 628  | 670  | 814  | 812  | 781  | 778  | 776  | 764  |
|               | 1968 | 1982 | 1990 | 2006 | 2013 | 2015 | 2017 | 2019 | 2020 | 2022 |